# 坂本弘 (競泳選手)
坂本 弘（さかもと ひろし、1960年6月26日 - ）は、日本の元競泳選手。専門は自由形。1980年モスクワオリンピック・1984年ロサンゼルスオリンピック日本代表。100m・200m・400m自由形元日本記録保持者。島根県雲南市出身。

## 経歴
広島工業大学附属中学校、中京大学卒。
1978年世界水泳選手権に出場。100m自由形・200m自由形・400m自由形・400mフリーリレーでは予選落ち、800mフリーリレーでは失格に終わった。
1978年アジア競技大会では200m自由形で銅メダルを獲得し、400mフリーリレーと800mフリーリレーの2冠を達成した。
1980年モスクワオリンピック日本代表選手に選出されたが、ボイコットにより不参加となった。
1984年ロサンゼルスオリンピック日本代表選手に選出され、2大会連続のオリンピック代表入りとなった。初出場となった本大会で200m自由形は予選落ちに終わった。緒方茂生、坂大平、隅田敏司と組んだ400mフリーリレーでは第1泳者を務め52秒31の日本記録を更新し、リレー全体でも3分30秒45の日本新記録を樹立したが、予選敗退となった。鈴木大地、高橋繁浩、坂大平と組んだ400mメドレーリレー予選でも3分50秒14の日本記録を更新し、決勝進出を果たしたが、決勝では失格となった。

## 主な実績
- 1975年全国中学　200m自由形優勝[2]　400m自由形優勝[6]
- 1979年日本選手権　200m自由形優勝[7]
- 1979年インカレ　200m自由形優勝[8]
- 1981年インカレ　200m自由形優勝[8]　400m自由形優勝[3]　400mフリーリレー優勝[9]
- 1982年インカレ　200m自由形優勝[8]　400m自由形優勝[3]　400mメドレーリレー優勝[10]
- 1983年インカレ　400mメドレーリレー優勝[10]